# Crocidura parvipes
Crocidura parvipes es una especie de musaraña (mamífero placentario de la familia Soricidae).

## Distribución geográfica
Se encuentra en África: Angola, Camerún, República Centroafricana, República Democrática del Congo, Kenia, Nigeria, Sudán del Sur, Tanzania y Zambia.